# Gourmet
|  | Wiktionary har en ordboksartikel om gourmet. |

Gourmet eller gourmé (franska: gourmet) är en person som lägger stor vikt vid god mat och dess kvalitet, till skillnad från en gourmand, för vilken mängden mat oftast är det centrala.